# Hruzdowo (obwód witebski)
Hruzdowo, Gruzdowo (biał. Груздава) – wieś na Białorusi w obwodzie witebskim w rejonie postawskim. Wchodzi w skład sielsowietu Juńki. Leży 15 km na południowy wschód od Postaw.
Siedziba parafii prawosławnej (pw. Narodzenia św. Jana Chrzciciela) i rzymskokatolickiej (pw. Podwyższenia Krzyża Świętego).
Wieś szlachecka położona była w końcu XVIII wieku w powiecie oszmiańskim województwa wileńskiego.

## Nazwa
Mieszkańcy miejscowości mówią o pochodzeniu nazwy od jednego z gatunków grzybów (грузды [hruzdy]). Jednak bardziej prawdopodobna wersja mówi o pochodzeniu nazwy od wyrazu груд- [hrud], oznaczającego wzgórze, kurhan. Ma to odniesienie do ukształtowania terenu, centrum wsi góruje nad okolicą 15-20 metrów.

## Historia
Wieś Hruzdowo (Hrozdowo) została opisana w Słowniku Geograficznym Królestwa Polskiego. Z opisu wynika, że w 1882 roku leżała w powiecie wilejskim w guberni wileńskiej Imperium Rosyjskiego.
Zgodnie z traktatem ryskim w 1921 roku Hruzdowo znalazło się w granicach II Rzeczypospolitej.
W latach 1927–1939, miejscowość była siedzibą wiejskiej gminy Hruzdowo w powiecie postawskim, województwie wileńskim.
Miejscowość podlegała pod Sąd Grodzki w Postawach i Okręgowy w Wilnie; mieścił się tu urząd pocztowy obsługujący znaczną część gminy.
W 1938 roku miasteczko należało do gromady Hruzdowo gminy Hruzdowo.
Po agresji ZSRR na Polskę w 1939 roku Hruzdowo weszło w skład Białoruskiej SRR, było wówczas siedzibą sielsowietu. W latach 1941–1944 było pod okupacją niemiecką. Następnie leżało w BSRR. Od 1991 roku w Republice Białorusi.

## Obiekty sakralne
- kaplica cmentarna (XIX w.)
- cerkiew prawosławna pw. Narodzenia św. Jana Chrzciciela (2 poł. XIX w.), parafialna
- kościół rzymskokatolicki pw. Podwyższenia Krzyża Świętego, parafialny

## Obiekty zniszczone
- kościół

## Demografia
Liczba ludności:
- 1921 – 292 mieszkańców
- 1931 – 347 mieszkańców
- 1999 – 179 mieszkańców
- 2010 – 134 mieszkańców

Według Powszechnego Spisu Ludności z 1921 roku zamieszkiwały tu 292 osoby, 93 było wyznania rzymskokatolickiego, 183 prawosławnego, 1 ewangelickiego, 12 mojżeszowego, a 3 mahometańskiego. Jednocześnie 60 mieszkańców zadeklarowało polską przynależność narodową, a 232 białoruską. Było tu 50 budynków mieszkalnych.

## Parafia rzymskokatolicka
Parafia Podwyższenia Krzyża Świętego w Hruzdowie leży w dekanacie postawskim diecezji witebskiej. Została wydzielona z parafii św. Judy Tadeusza w Łuczaju. Kościół parafialny został przebudowany z administracyjnego budynku i poświęcony przez biskupa Władysława Blina 28 lipca 2001 roku.

## Galeria

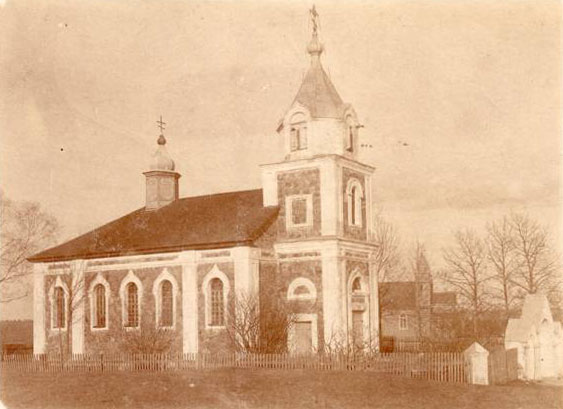
Cerkiew i kościół w 1920 roku
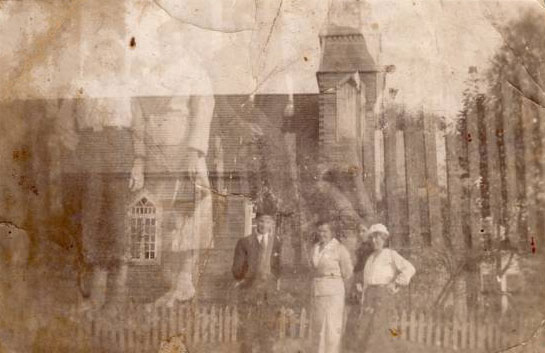
Fasada boczna kościoła w 1930 roku
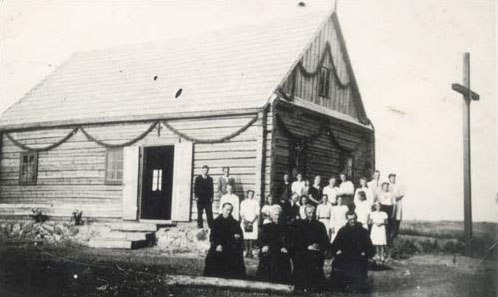
Nowy kościół? przed 1939 rokiem
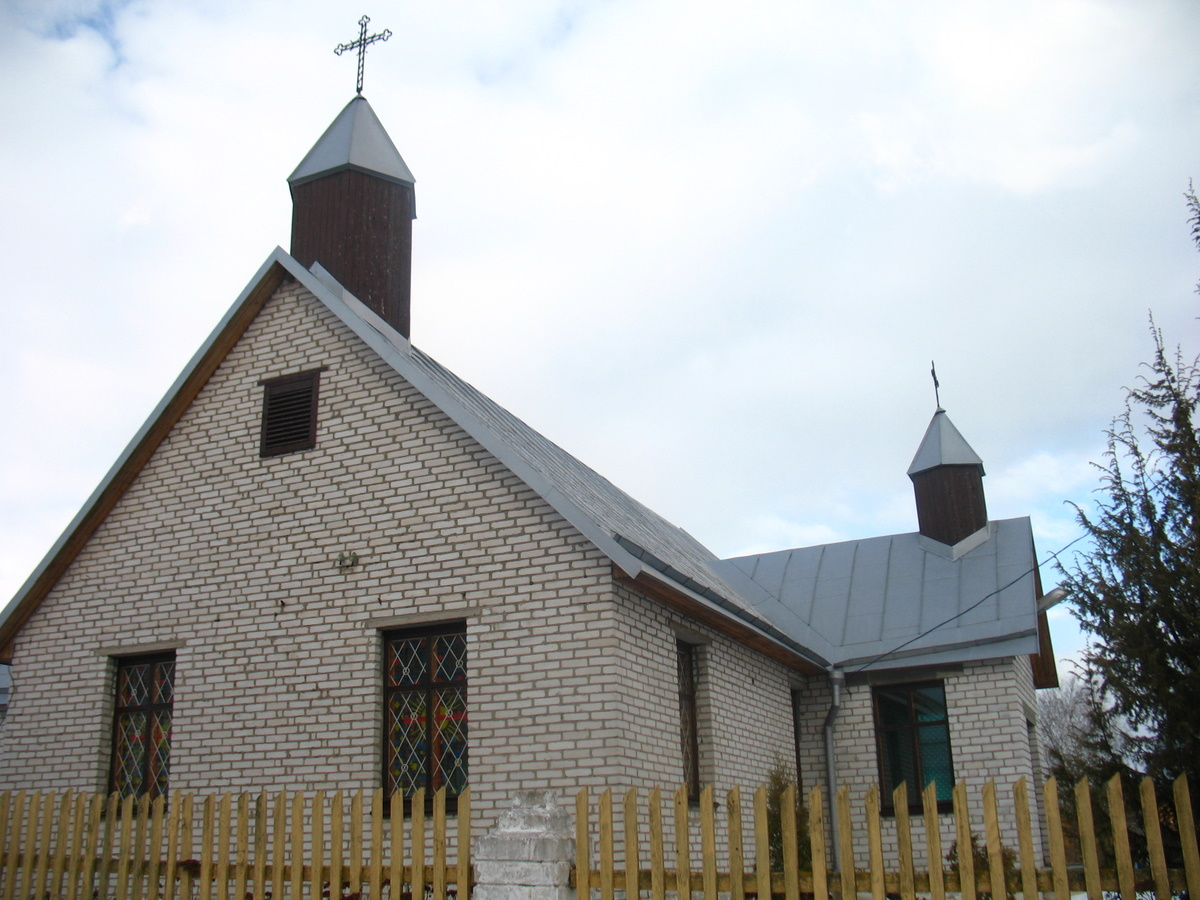
Kościół Podwyższenia Krzyża Świętego w 2011 roku